# Scholle (Fisch)
Die Scholle oder der Goldbutt (Pleuronectes platessa) gehört zur Ordnung der Plattfische (Pleuronectiformes) sowie zur Familie der Schollen und ist ein Speisefisch.

## Etymologie
Die hochdeutsch zuerst im 16. Jahrhundert nachweisbare Bezeichnung Scholle für den Fisch wird als Entlehnung aus dem niederdeutschen schulle, scholle angesehen, das bereits im 14. Jahrhundert nachweisbar ist. Dieses wird zum allgemeineren Begriff Scholle für ein flaches Stück Erde oder Eis gestellt, wobei eine Übertragung des Namens aufgrund der äußerlichen Ähnlichkeit angenommen wird. Nicht ausgeschlossen wird daneben aber auch ein Zusammenhang mit der lateinischen Bezeichnung solea für Schollen.

## Beschreibung
Bei der Scholle wandern die Augen während der Metamorphose auf die rechte Körperseite, damit gehört sie nicht zur Familie der etwas kleineren Butte, welche linksäugig sind. Die Augenseite ist grau-braun gefärbt und mit charakteristischen kreisförmigen rötlichen bis gelblichen Punkten gesprenkelt (namensgebend für die Bezeichnung Goldbutt). Die unten liegende Blindseite ist weißlich. Die Scholle ist in der Lage, ihre oben liegende pigmentierte Körperseite zur Tarnung farblich an den Untergrund anzupassen, weshalb die Sprenkelung nicht immer sichtbar ist. Bei Gefahr gräbt sie sich durch Schlagen der Flossensäume aus Rücken- und Afterflosse oberflächlich in den Sand ein. Die beiden Enden des Flossensaumes sind nicht mit der Schwanzflosse verwachsen.
Ausgewachsene Schollen erreichen eine Körperlänge von 40 bis maximal 70 Zentimetern. Sie werden bis zu 45 Jahre alt und wiegen dann bis zu sieben Kilogramm.

## Ernährung
Die Scholle ernährt sich – zumeist nachts auf Nahrungssuche gehend – von Borstenwürmern, Kleinkrebsen, dünnschaligen Muscheln, Schnecken und Wattwürmern. Sie unternimmt ausgedehnte Wanderungen.

## Vermehrung
Schollen laichen in den Wintermonaten, in unseren Breiten bei etwa 6 Grad Celsius und einem Mindestsalzgehalt von 10 bis 12 Gramm Salz pro Liter, etwa in der südwestlichen Nordsee. Sie geben zwischen 50.000 und 500.000 Eier mit 1,6 bis 2,1 Millimeter Durchmesser ab, die frei im Wasser schweben. Aus ihnen schlüpfen nach 10 bis 20 Tagen sechs Millimeter lange Larven. Diese haben zunächst eine bilateral-symmetrische Gestalt und ernähren sich schwimmend von Plankton. Erst nach ein bis zwei Monaten verwandeln sie sich zum asymmetrischen Bodenfisch; das linke Auge wandert dabei zur rechten Körperseite hinüber.
Männliche Schollen werden nach drei bis vier Jahren bei einer Länge von 18 bis 26 Zentimetern geschlechtsreif, weibliche hingegen erst nach sechs bis neun Jahren bei einer Länge von 30 bis 40 Zentimetern.

## Verbreitung
Ihr Vorkommen erstreckt sich über fast alle europäischen Küsten: vom Weißen Meer bis zur portugiesischen Atlantikküste, aber auch in Nord- und westlicher Ostsee sowie im westlichen Mittelmeer. Die Scholle lebt schwarmbildend über Sand- und Schlickgrund in Tiefen von 100 bis 200 Metern, im Mittelmeer auch bis zu 400 Metern Tiefe.

## Nutzung
Die Scholle ist einer der wirtschaftlich wichtigsten Speisefische. Es werden weltweit 100.000 bis 120.000 Tonnen pro Jahr hauptsächlich mit dem Schleppnetz gefangen. Die späte Geschlechtsreife der Fische führt unter der Bedingung der starken Befischung zu ständig abnehmendem Bestand. Früher wurden gelegentlich bis zu 50 Jahre alte Schollen von knapp einem Meter Länge und einem Gewicht von 7 Kilogramm gefangen; heute liegen die durchschnittlichen Fanggrößen hingegen bei 25 bis 40 Zentimetern. Damit werden große Teile der Schollenpopulationen bereits vor der Geschlechtsreife gefangen. Dies führt vielerorts zu einer Überfischung der Bestände. Laut Bundesforschungsanstalt für Fischerei gab es Ende 2006 in den europäischen Seegebieten „noch mindestens 250.000 Tonnen Schollen“.
Die im Frühjahr gefangene Scholle wird im Handel als Maischolle bezeichnet.

Beispiele für die Nutzung als Speisefisch
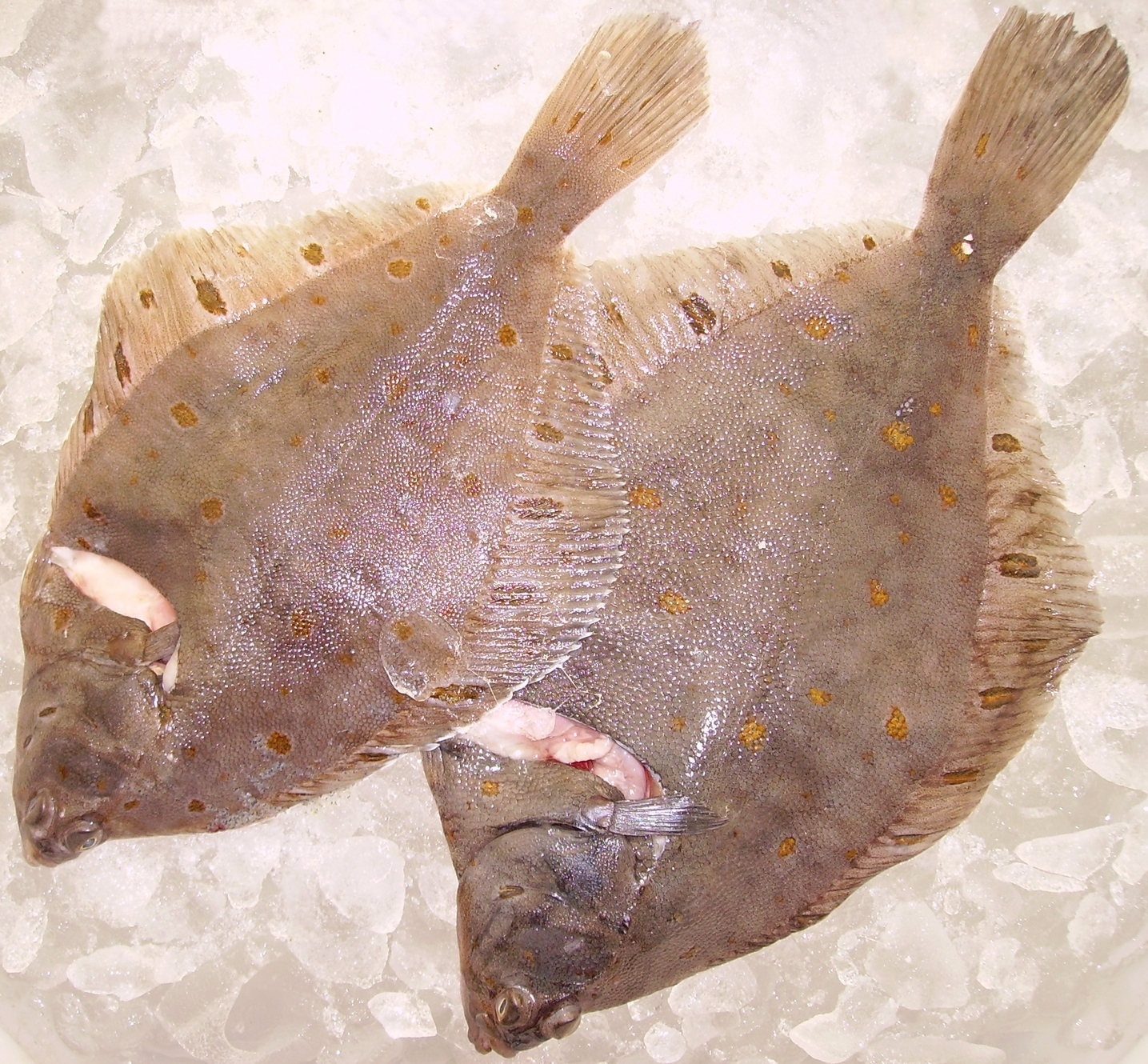
Schollen im Fischhandel
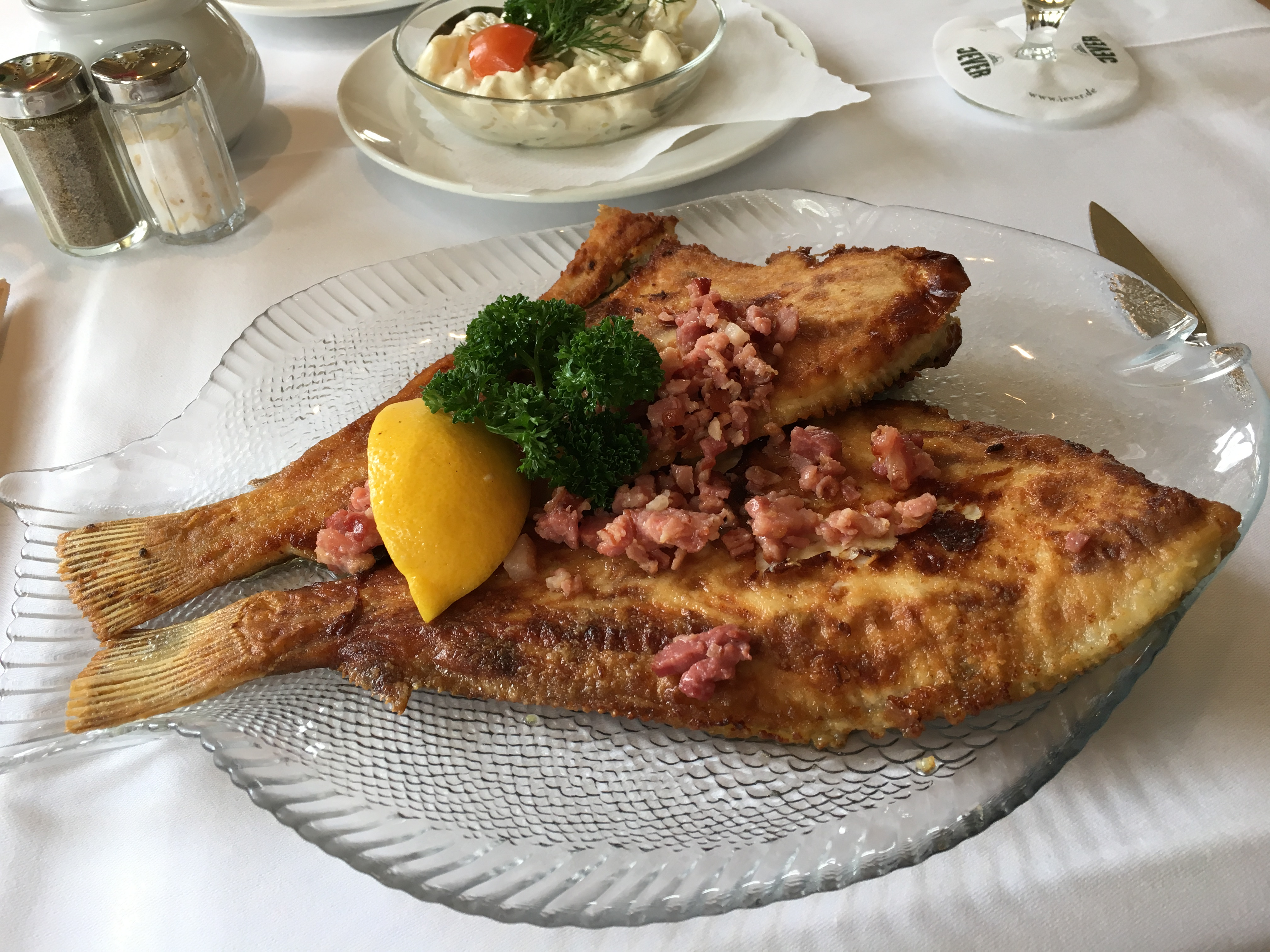
Scholle Finkenwerder Art
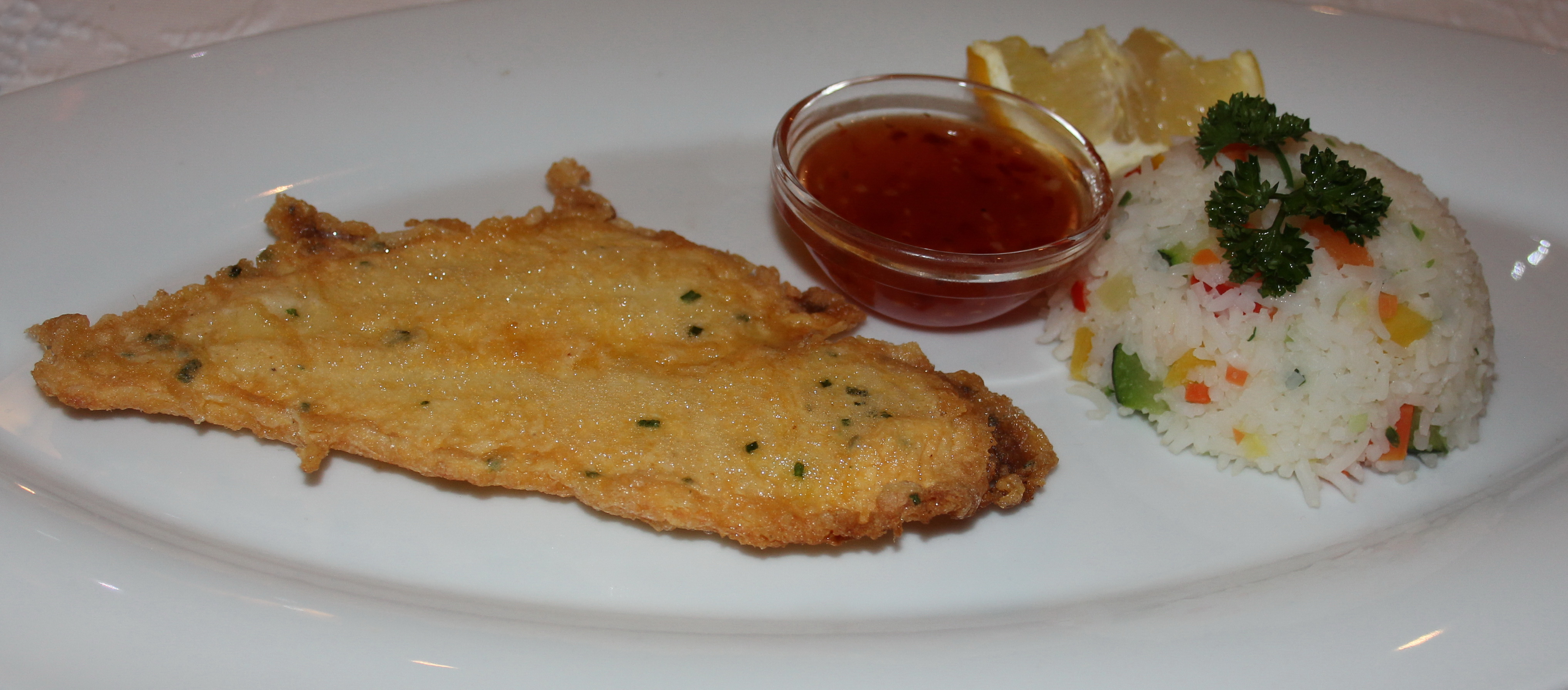
Schollenfilet Pariser Art
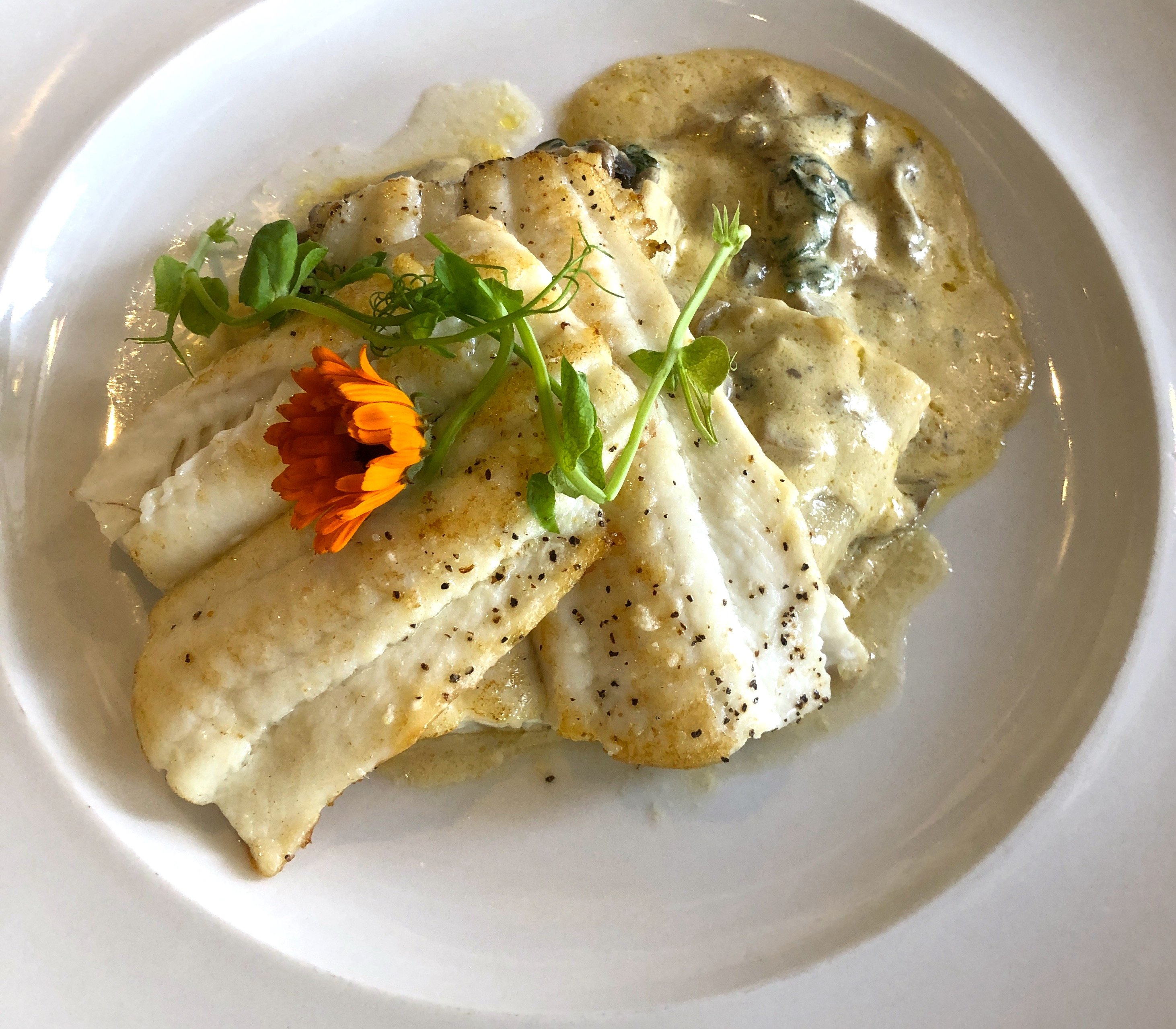
Schollenfilet-Abschnitte, gebraten

## Gefährdungssituation und Gegenmaßnahmen
Die Weltnaturschutzunion IUCN bewertet die Scholle als nicht gefährdet (Least Concern).
Die Umweltorganisation WWF sieht dies genauso, bewertet allerdings die Fangmethode mit Baumkurren als schädlich für den Meeresboden und die dort angesiedelten Lebewesen.
Greenpeace stuft den Verzehr von Scholle in seinem Fischratgeber 2016 als „nicht vertretbar“ ein. Davon ausgenommen sind Schollen aus dem Fanggebiet Nordostpazifik, Beringsee, Golf von Alaska und der Fangmethode Grund-Langleinen sowie Anker-/Snurrewaden.